# 鹅公岭侗族苗族乡
鹅公岭侗族苗族乡，是中华人民共和国湖南省邵陽市绥宁县下辖的一个乡镇级行政单位。

## 行政区划
鹅公岭侗族苗族乡下辖以下地区：
鹅公村、文溪村、拱桥村、下白村、上白村、佳田村、佳马村、陈家村、金坑村、太坪村、高品村、表团村、老塘村、地湖村、壕地村、刘家村和寨头村。